# Поділківська волость
Поділківська волость — адміністративно-територіальна одиниця Гадяцького повіту Полтавської губернії з центром у селі Поділки.
Старшинами волості були:
- 1900 року[1] селянин Михайло Іванович Бибік;
- 1904 року[2] селянин Іван Осипович Бобко;
- 1913—1915 роках[3] селянин Пилип Герасимович Удовенко.